# Tập đoàn quân 49 (Liên bang Nga)
Tập đoàn quân binh chủng hợp thành số 49 (tiếng Nga: 49-я общевойсковая армия, ký hiệu: 49 ОА) là một đơn vị lục quân cấp tập đoàn quân của Lực lượng vũ trang Liên bang Nga, nằm trong thành phần của Quân khu Nam. Tập đoàn quân 49 thành lập năm 1992 rồi giải thể năm 1994 và tái lập vào năm 2010. Đơn vị này được kế thừa truyền thống và quân công của Tập đoàn quân số 7 của Hồng quân Liên Xô. Tư lệnh hiện tại là Trung tướng Mikhail Nikolaevich Kosobokov. Hiện tại, đơn vị được phái đến Stavropol để tham gia bảo vệ Krym và tham gia chiến đấu ở mặt trận Kherson.
Đơn vị đã tham gia tích cực trong Chiến tranh Nga-Ukraina. Ukraina từng khẳng định đã tiêu diệt vị tư lệnh tập đoàn quân 49 là trung tướng Yakov Vladimirovich Rezantsev ở Chornobaivka gần thành phố Kherson khi quân Nga tấn công tới đây tháng 3 năm 2022;.
Quy mô và thành phần của Tập đoàn quân 49 như sau:
- Bộ tư lệnh (в/ч 35181)
- Lữ đoàn bộ binh Cossack độc lập 205 (в/ч 74814);
- Lữ đoàn bộ binh sơn cước độc lập 34 (в/ч 01485);
- Căn cứ quân sự số 7 (в/ч 09332);
- Lữ đoàn pháo binh 227 (в/ч 13714);
- Lữ đoàn tên lửa đạn đạo số 1 (в/ч 31853);
- Lữ đoàn tên lửa phòng không 90 (в/ч 54821);
- Lữ đoàn bộ tư lệnh 66 (в/ч 41600);
- Trung đoàn công binh 32 (в/ч 23094);
- Trung đoàn bảo vệ bức xạ, hóa học và sinh học 17 (в/ч 32751);
- Tiểu đoàn vô tuyến độc lập 217 (в/ч 87530);
- Trung tâm Chỉ huy và Tình báo 689 (в/ч 87528);
- Đại đội đặc nhiệm 19 (в/ч 82760);
- Tiểu đoàn tác chiến điện tử 95;
- Sở chỉ huy phòng không số 228;
- Đơn vị địa hình 107 (в/ч 35182-T).